# Glaze Township (Missouri)
Glaze Township est un township, situé dans le comté de Miller, dans le Missouri, aux États-Unis,.
Le township est fondé en 1838 et baptisé en référence au cours d'eau Grandglaize Creek, également appelé Grand Glaize, Grand Glaze, Glaize, ou Glaze.

### Source de la traduction
- (en) Cet article est partiellement ou en totalité issu de l’article de Wikipédia en anglais intitulé « Glaze Township, Miller County, Missouri » (voir la liste des auteurs).